# 고질라 7 - 고질라 대 몬스터 제로
고질라 7 - 고질라 대 몬스터 제로(Godzilla Vs. Monster Zero)는 일본에서 제작된 혼다 이시로 감독의 1965년 영화이다. 닉 애덤스 등이 주연으로 출연하였고 타나카 토모유키 등이 제작에 참여하였다.

## 출연

### 주연
- 닉 애덤스
- 타카라다 아키라
- 쿠미 미즈노
- 사와이 케이코

### 조연
- 타자키 준
- 츠키야 요시오
- 쿠보 아키라
- 사사키 타카마루
- 센고쿠 노리코

## 제작진
- 미술: 키타 타케오